# Смокотино
Смоко́тино — бывшая деревня в Томском районе Томской области на реке Ум (Караульной).
Ранее — Ояшинской волости Томского уезда Томской губернии. В 1911 — Варюхинской волости Томского уезда., затем Коларовского района Томского округа Запсибкрая, Берёзовореченского сельсовета, с 1961 года — Кафтанчиковского сельсовета, откуда и была снята с учёта в 1976 году в связи с ликвидацией.
Основана дворянским родом Смокотиных. В послереволюционное время оставшиеся в живых Смокотины были вынуждены переехать в соседнюю деревню Кандинка. В 1970-х годах в деревне оставался один дом на берегу среди развалин.

## Население
|        | 1859 | 1882 | 1893 | 1899 | 1905 | 1911 | 1923 | 1926 |
| ------ | ---- | ---- | ---- | ---- | ---- | ---- | ---- | ---- |
| Муж.   | 51   |      | 49   | 59   |      | 142  |      | 238  |
| Жен.   | 52   |      | 42   | 61   |      | 146  |      | 264  |
| Итого  | 103  |      | 91   | 120  | 151  | 288  | 470  | 502  |
| Дворов | 18   | 30   | 23   | 25   |      | 58   | 73   | 115  |